# Lenguas indoarias
Las lenguas indoarias o índicas son un subgrupo de lenguas, pertenecientes al grupo indoiranio de las lenguas indoeuropeas. Se hablan en los países del subcontinente indio.

## Aspectos históricos, sociales y culturales

### Distribución geográfica
En el segundo milenio a. C. el indoario era hablado en el centro y norte del subcontinente indio,  especialmente en las cuencas del Indo y el Ganges, pero también por la élite del Estado de Mitanni (actualmente norte de Siria e Irak). Históricamente el subcontinente indio fue la principal región de desarrollo de ese grupo de lenguas. Sin embargo, culturalmente esas lenguas fueron influyentes en todo el sur de Asia.
Hacia el primer milenio d. C. el sánscrito también era usado con fines particulares en el Sudeste de Asia y el oeste de Indonesia, donde siguió siendo importante hasta la islamización de la región. De hecho las lenguas del sudeste asiático desarrollaron sistemas de escrituras inspirados en el sistema del sánscrito y tomaron numerosos cultismos y préstamos léxicos del sánscrito. La expansión del budismo en el Asia Central y Extremo oriente también llevó el influjo del sánscrito a esas regiones. Por ejemplo, el orden típico de los kanas japoneses está claramente inspirado en el orden del alfabeto devanagari del sánscrito.

### Indoario antiguo
Los primeros testimonios del indoario corresponden al sánscrito védico, la lengua usada en los textos más antiguos preservados en el subcontinente indio, que constituyen el canon fundacional del hinduismo, conocido como el Rig-veda. Fuera de India también parece haber habido pueblos indoarios, como la clase dirigente del Imperio mitani que floreció en el mismo período en que se compuso el Rig-veda (ha existido cierto debate acerca de cómo personas de habla indoaria llegaron a Mitani).

### Indoario medio
Hacia el siglo VI a. C., el sánscrito védico fue codificado y estandarizado por el gramático indio Pāṇini, y la lengua a partir de esa codificación se conoce como sánscrito clásico. El indoario medio está representado fundamentalmente por los prácritos que dieron origen a las lenguas indoarias modernas.

### Indoario moderno
El indoario moderno constituye tras la rama románica la más numerosas de las ramas de las lenguas indoeuropeas. Demográficamente principal lengua indoaria actual es el indostánico (o hindi-urdu). Otras lenguas indoarias demográficamente muy importantes son el bengalí y el panyabí. Además existe más de una docena de lenguas indoarias con más de un millón de hablantes.

## Clasificación
Las lenguas indoarias están claramente emparentadas con las lenguas iranias de Oriente Medio. De hecho comparten un buen número de innovaciones lingüísticas que evidencian que juntas forman un grupo filogenético dentro de la familia lingüística indoeuropea. De hecho el estudio detallado del sánscrito entre los siglos XVIII y XIX hizo surgir la lingüística comparativa cuya evolución dio lugar al surgimiento del estudio científico de lingüística moderna. Los registros escritos de las lenguas indoarias se extienden a lo largo de casi cuatro milenios, por lo que las lenguas pertenecientes al subgrupo indoario se clasifican en tres períodos:
- Indoario antiguo (védico, sánscrito), desde los orígenes (1500 a. C.) hasta aproximadamente el 500 a. C.
- Indoario medio (prácrito, apabhraṃśa), desde el 500 a. C. al 1000 d. C.
- Indoario moderno, desde el 1000 d. C. hasta la actualidad.

### Clasificación interna
La clasificación interna de las lenguas de una familia o subfamilia lingüística es un asunto más complicado que la identificación del parentesco. El primer intento científico de clasificación filogenética de las lenguas indoarias sobre la base de isoglosas compartidas se debe a Hoernle (1880), quien identificó cuatro de los grupos de primer nivel aceptados hoy en día que vienen a coincidir con el grupo septentrional, occidental, oriental y meridional. Además postuló relaciones entre estos cuatro grupos, pero el trabajo posterior no las ha confirmado. Grierson (1907, 1931) propuso modificaciones y aceptó en gran medida el trabajo de Hoernle, una contribución de este autor es reconocer a las lenguas dárdicas como grupo filogenético independiente. Otras clasificaciones posteriores propusieron árboles filogenéticos diferentes, aunque en general coincidían en los grupos de primer nivel: Chatterji (1926), Turner (1966, 1975), Katre (1968), Nigam (1972) y Carmona (1974).

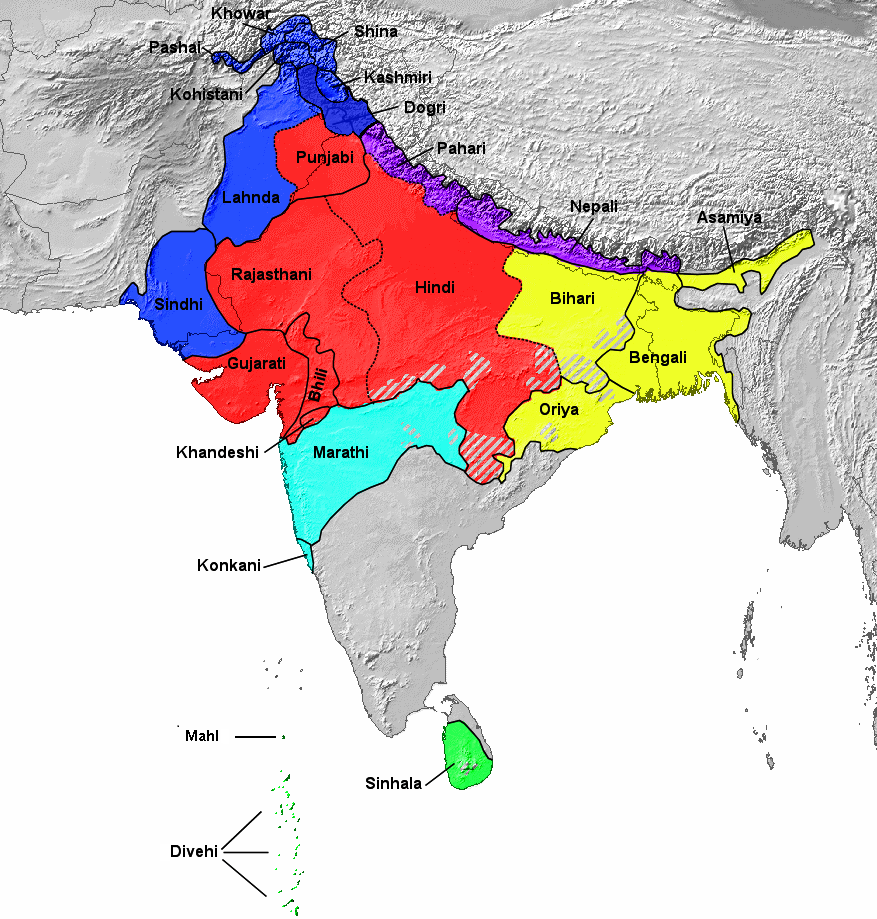
Lenguas indoarias:
Indoario septentrional
Indoario norcentral
Indoario central
Indoario oriental
Indoario meridional
Indoario insular

Prescindiendo de las relaciones en árbol filogenético que siguen siendo un problema discutido los grupos filogenéticos de primer nivel casi universalmente aceptados son el grupo dárdico, el grupo noroccidental, el grupo pahari, el grupo central, el grupo oriental o maghadi, el grupo meridional y el grupo insular (aunque diversos autores usan nombres ligeramente diferentes para estos grupos y difieren en la adscripción de algunas pocas lenguas a estos grupos). Las relaciones precisas entre esos grupos no está clara pero varios autores proponen clasificaciones similares a la siguiente:
- Indoario septentrional formado por:
  - Las lenguas dárdicas, que para la mayoría de autores junto con las lenguas noroccidentales forman una unidad filogenética válida, las lenguas más importantes de este grupo es el cachemiro, el shina y el khowar.
  - Indoario noroccidental u occidental, que engloba al panyabí occidental (lahnda), el sindhi.
- Indoario central
  - Indoario norcentral, que engloba al nepalés y al dogri, entre otras lenguas, que algunos sitúan dentro del indoario central.
  - Indoario centroccidental, que engloba bloques dialectales como el rayastani, el guyaratí y el bhili.
  - Indoario centroriental, que engloba al hindi-urdu y otras variedades dialectales asociadas con el hindi.
- Indoario oriental, que engloba a los grupos dialectales bijarí-maithilí, bengalí, asamés y oriya.
- Indoario meridional e insular, que incluye un grupo continental y otro insular:
  - Maratí-konkaní, que incluye al maratí y al konkaní.
  - Indoario insular, actualmente representado por el cingalés de Sri Lanka (Ceilán) y por divejí (Maldivas).

Fuera de estos grupos está el romaní que al igual de que las lenguas dárdicas parece compartir algunos arcaismos perdidos en los demás grupos.
Sobre una base no estrictamente filogenética, el proyecto ASJP basado en la similitud léxica propone las siguientes relaciones:
|  | Gujarati |
|  |          |
|  | Marathi  |
|  |          |

|  | Gojri  |
|  |        |
|  | Sindhi |
|  |        |

|  | Bengalí                                          |
|  |                                                  |
|  | \| \| Nepalí \| \| \| \| \| \| Hindi \| \| \| \| |
|  |                                                  |
|  | Nepalí                                           |
|  |                                                  |
|  | Hindi                                            |
|  |                                                  |

|  | Nepalí |
|  |        |
|  | Hindi  |
|  |        |

|  | Gojri  |
|  |        |
|  | Sindhi |
|  |        |

|  | Bengalí                                          |
|  |                                                  |
|  | \| \| Nepalí \| \| \| \| \| \| Hindi \| \| \| \| |
|  |                                                  |
|  | Nepalí                                           |
|  |                                                  |
|  | Hindi                                            |
|  |                                                  |

|  | Nepalí |
|  |        |
|  | Hindi  |
|  |        |

|  | Gujarati |
|  |          |
|  | Marathi  |
|  |          |

|  | Gojri  |
|  |        |
|  | Sindhi |
|  |        |

|  | Bengalí                                          |
|  |                                                  |
|  | \| \| Nepalí \| \| \| \| \| \| Hindi \| \| \| \| |
|  |                                                  |
|  | Nepalí                                           |
|  |                                                  |
|  | Hindi                                            |
|  |                                                  |

|  | Nepalí |
|  |        |
|  | Hindi  |
|  |        |

|  | Gojri  |
|  |        |
|  | Sindhi |
|  |        |

|  | Bengalí                                          |
|  |                                                  |
|  | \| \| Nepalí \| \| \| \| \| \| Hindi \| \| \| \| |
|  |                                                  |
|  | Nepalí                                           |
|  |                                                  |
|  | Hindi                                            |
|  |                                                  |

|  | Nepalí |
|  |        |
|  | Hindi  |
|  |        |

|  | Gujarati |
|  |          |
|  | Marathi  |
|  |          |

|  | Gojri  |
|  |        |
|  | Sindhi |
|  |        |

|  | Bengalí                                          |
|  |                                                  |
|  | \| \| Nepalí \| \| \| \| \| \| Hindi \| \| \| \| |
|  |                                                  |
|  | Nepalí                                           |
|  |                                                  |
|  | Hindi                                            |
|  |                                                  |

|  | Nepalí |
|  |        |
|  | Hindi  |
|  |        |

|  | Gojri  |
|  |        |
|  | Sindhi |
|  |        |

|  | Bengalí                                          |
|  |                                                  |
|  | \| \| Nepalí \| \| \| \| \| \| Hindi \| \| \| \| |
|  |                                                  |
|  | Nepalí                                           |
|  |                                                  |
|  | Hindi                                            |
|  |                                                  |

|  | Nepalí |
|  |        |
|  | Hindi  |
|  |        |

|  | Gujarati |
|  |          |
|  | Marathi  |
|  |          |

|  | Gojri  |
|  |        |
|  | Sindhi |
|  |        |

|  | Bengalí                                          |
|  |                                                  |
|  | \| \| Nepalí \| \| \| \| \| \| Hindi \| \| \| \| |
|  |                                                  |
|  | Nepalí                                           |
|  |                                                  |
|  | Hindi                                            |
|  |                                                  |

|  | Nepalí |
|  |        |
|  | Hindi  |
|  |        |

|  | Gojri  |
|  |        |
|  | Sindhi |
|  |        |

|  | Bengalí                                          |
|  |                                                  |
|  | \| \| Nepalí \| \| \| \| \| \| Hindi \| \| \| \| |
|  |                                                  |
|  | Nepalí                                           |
|  |                                                  |
|  | Hindi                                            |
|  |                                                  |

|  | Nepalí |
|  |        |
|  | Hindi  |
|  |        |

|  | Gujarati |
|  |          |
|  | Marathi  |
|  |          |

|  | Gojri  |
|  |        |
|  | Sindhi |
|  |        |

|  | Bengalí                                          |
|  |                                                  |
|  | \| \| Nepalí \| \| \| \| \| \| Hindi \| \| \| \| |
|  |                                                  |
|  | Nepalí                                           |
|  |                                                  |
|  | Hindi                                            |
|  |                                                  |

|  | Nepalí |
|  |        |
|  | Hindi  |
|  |        |

|  | Gojri  |
|  |        |
|  | Sindhi |
|  |        |

|  | Bengalí                                          |
|  |                                                  |
|  | \| \| Nepalí \| \| \| \| \| \| Hindi \| \| \| \| |
|  |                                                  |
|  | Nepalí                                           |
|  |                                                  |
|  | Hindi                                            |
|  |                                                  |

|  | Nepalí |
|  |        |
|  | Hindi  |
|  |        |

|  | Gujarati |
|  |          |
|  | Marathi  |
|  |          |

|  | Gojri  |
|  |        |
|  | Sindhi |
|  |        |

|  | Bengalí                                          |
|  |                                                  |
|  | \| \| Nepalí \| \| \| \| \| \| Hindi \| \| \| \| |
|  |                                                  |
|  | Nepalí                                           |
|  |                                                  |
|  | Hindi                                            |
|  |                                                  |

|  | Nepalí |
|  |        |
|  | Hindi  |
|  |        |

|  | Gojri  |
|  |        |
|  | Sindhi |
|  |        |

|  | Bengalí                                          |
|  |                                                  |
|  | \| \| Nepalí \| \| \| \| \| \| Hindi \| \| \| \| |
|  |                                                  |
|  | Nepalí                                           |
|  |                                                  |
|  | Hindi                                            |
|  |                                                  |

|  | Nepalí |
|  |        |
|  | Hindi  |
|  |        |

|  | Gujarati |
|  |          |
|  | Marathi  |
|  |          |

|  | Gojri  |
|  |        |
|  | Sindhi |
|  |        |

|  | Bengalí                                          |
|  |                                                  |
|  | \| \| Nepalí \| \| \| \| \| \| Hindi \| \| \| \| |
|  |                                                  |
|  | Nepalí                                           |
|  |                                                  |
|  | Hindi                                            |
|  |                                                  |

|  | Nepalí |
|  |        |
|  | Hindi  |
|  |        |

|  | Gojri  |
|  |        |
|  | Sindhi |
|  |        |

|  | Bengalí                                          |
|  |                                                  |
|  | \| \| Nepalí \| \| \| \| \| \| Hindi \| \| \| \| |
|  |                                                  |
|  | Nepalí                                           |
|  |                                                  |
|  | Hindi                                            |
|  |                                                  |

|  | Nepalí |
|  |        |
|  | Hindi  |
|  |        |

|  | Gujarati |
|  |          |
|  | Marathi  |
|  |          |

|  | Gojri  |
|  |        |
|  | Sindhi |
|  |        |

|  | Bengalí                                          |
|  |                                                  |
|  | \| \| Nepalí \| \| \| \| \| \| Hindi \| \| \| \| |
|  |                                                  |
|  | Nepalí                                           |
|  |                                                  |
|  | Hindi                                            |
|  |                                                  |

|  | Nepalí |
|  |        |
|  | Hindi  |
|  |        |

|  | Gojri  |
|  |        |
|  | Sindhi |
|  |        |

|  | Bengalí                                          |
|  |                                                  |
|  | \| \| Nepalí \| \| \| \| \| \| Hindi \| \| \| \| |
|  |                                                  |
|  | Nepalí                                           |
|  |                                                  |
|  | Hindi                                            |
|  |                                                  |

|  | Nepalí |
|  |        |
|  | Hindi  |
|  |        |

|  | Gujarati |
|  |          |
|  | Marathi  |
|  |          |

|  | Gojri  |
|  |        |
|  | Sindhi |
|  |        |

|  | Bengalí                                          |
|  |                                                  |
|  | \| \| Nepalí \| \| \| \| \| \| Hindi \| \| \| \| |
|  |                                                  |
|  | Nepalí                                           |
|  |                                                  |
|  | Hindi                                            |
|  |                                                  |

|  | Nepalí |
|  |        |
|  | Hindi  |
|  |        |

|  | Gojri  |
|  |        |
|  | Sindhi |
|  |        |

|  | Bengalí                                          |
|  |                                                  |
|  | \| \| Nepalí \| \| \| \| \| \| Hindi \| \| \| \| |
|  |                                                  |
|  | Nepalí                                           |
|  |                                                  |
|  | Hindi                                            |
|  |                                                  |

|  | Nepalí |
|  |        |
|  | Hindi  |
|  |        |

|  | Gujarati |
|  |          |
|  | Marathi  |
|  |          |

|  | Gojri  |
|  |        |
|  | Sindhi |
|  |        |

|  | Bengalí                                          |
|  |                                                  |
|  | \| \| Nepalí \| \| \| \| \| \| Hindi \| \| \| \| |
|  |                                                  |
|  | Nepalí                                           |
|  |                                                  |
|  | Hindi                                            |
|  |                                                  |

|  | Nepalí |
|  |        |
|  | Hindi  |
|  |        |

|  | Gojri  |
|  |        |
|  | Sindhi |
|  |        |

|  | Bengalí                                          |
|  |                                                  |
|  | \| \| Nepalí \| \| \| \| \| \| Hindi \| \| \| \| |
|  |                                                  |
|  | Nepalí                                           |
|  |                                                  |
|  | Hindi                                            |
|  |                                                  |

|  | Nepalí |
|  |        |
|  | Hindi  |
|  |        |

|  | Gujarati |
|  |          |
|  | Marathi  |
|  |          |

|  | Gojri  |
|  |        |
|  | Sindhi |
|  |        |

|  | Bengalí                                          |
|  |                                                  |
|  | \| \| Nepalí \| \| \| \| \| \| Hindi \| \| \| \| |
|  |                                                  |
|  | Nepalí                                           |
|  |                                                  |
|  | Hindi                                            |
|  |                                                  |

|  | Nepalí |
|  |        |
|  | Hindi  |
|  |        |

|  | Gojri  |
|  |        |
|  | Sindhi |
|  |        |

|  | Bengalí                                          |
|  |                                                  |
|  | \| \| Nepalí \| \| \| \| \| \| Hindi \| \| \| \| |
|  |                                                  |
|  | Nepalí                                           |
|  |                                                  |
|  | Hindi                                            |
|  |                                                  |

|  | Nepalí |
|  |        |
|  | Hindi  |
|  |        |

|  | Gujarati |
|  |          |
|  | Marathi  |
|  |          |

|  | Gojri  |
|  |        |
|  | Sindhi |
|  |        |

|  | Bengalí                                          |
|  |                                                  |
|  | \| \| Nepalí \| \| \| \| \| \| Hindi \| \| \| \| |
|  |                                                  |
|  | Nepalí                                           |
|  |                                                  |
|  | Hindi                                            |
|  |                                                  |

|  | Nepalí |
|  |        |
|  | Hindi  |
|  |        |

|  | Gojri  |
|  |        |
|  | Sindhi |
|  |        |

|  | Bengalí                                          |
|  |                                                  |
|  | \| \| Nepalí \| \| \| \| \| \| Hindi \| \| \| \| |
|  |                                                  |
|  | Nepalí                                           |
|  |                                                  |
|  | Hindi                                            |
|  |                                                  |

|  | Nepalí |
|  |        |
|  | Hindi  |
|  |        |

|  | Gujarati |
|  |          |
|  | Marathi  |
|  |          |

|  | Gojri  |
|  |        |
|  | Sindhi |
|  |        |

|  | Bengalí                                          |
|  |                                                  |
|  | \| \| Nepalí \| \| \| \| \| \| Hindi \| \| \| \| |
|  |                                                  |
|  | Nepalí                                           |
|  |                                                  |
|  | Hindi                                            |
|  |                                                  |

|  | Nepalí |
|  |        |
|  | Hindi  |
|  |        |

|  | Gojri  |
|  |        |
|  | Sindhi |
|  |        |

|  | Bengalí                                          |
|  |                                                  |
|  | \| \| Nepalí \| \| \| \| \| \| Hindi \| \| \| \| |
|  |                                                  |
|  | Nepalí                                           |
|  |                                                  |
|  | Hindi                                            |
|  |                                                  |

|  | Nepalí |
|  |        |
|  | Hindi  |
|  |        |

|  | Gujarati |
|  |          |
|  | Marathi  |
|  |          |

|  | Gojri  |
|  |        |
|  | Sindhi |
|  |        |

|  | Bengalí                                          |
|  |                                                  |
|  | \| \| Nepalí \| \| \| \| \| \| Hindi \| \| \| \| |
|  |                                                  |
|  | Nepalí                                           |
|  |                                                  |
|  | Hindi                                            |
|  |                                                  |

|  | Nepalí |
|  |        |
|  | Hindi  |
|  |        |

|  | Gojri  |
|  |        |
|  | Sindhi |
|  |        |

|  | Bengalí                                          |
|  |                                                  |
|  | \| \| Nepalí \| \| \| \| \| \| Hindi \| \| \| \| |
|  |                                                  |
|  | Nepalí                                           |
|  |                                                  |
|  | Hindi                                            |
|  |                                                  |

|  | Nepalí |
|  |        |
|  | Hindi  |
|  |        |

|  | Gujarati |
|  |          |
|  | Marathi  |
|  |          |

|  | Gojri  |
|  |        |
|  | Sindhi |
|  |        |

|  | Bengalí                                          |
|  |                                                  |
|  | \| \| Nepalí \| \| \| \| \| \| Hindi \| \| \| \| |
|  |                                                  |
|  | Nepalí                                           |
|  |                                                  |
|  | Hindi                                            |
|  |                                                  |

|  | Nepalí |
|  |        |
|  | Hindi  |
|  |        |

|  | Gojri  |
|  |        |
|  | Sindhi |
|  |        |

|  | Bengalí                                          |
|  |                                                  |
|  | \| \| Nepalí \| \| \| \| \| \| Hindi \| \| \| \| |
|  |                                                  |
|  | Nepalí                                           |
|  |                                                  |
|  | Hindi                                            |
|  |                                                  |

|  | Nepalí |
|  |        |
|  | Hindi  |
|  |        |

|  | Gujarati |
|  |          |
|  | Marathi  |
|  |          |

|  | Gojri  |
|  |        |
|  | Sindhi |
|  |        |

|  | Bengalí                                          |
|  |                                                  |
|  | \| \| Nepalí \| \| \| \| \| \| Hindi \| \| \| \| |
|  |                                                  |
|  | Nepalí                                           |
|  |                                                  |
|  | Hindi                                            |
|  |                                                  |

|  | Nepalí |
|  |        |
|  | Hindi  |
|  |        |

|  | Gojri  |
|  |        |
|  | Sindhi |
|  |        |

|  | Bengalí                                          |
|  |                                                  |
|  | \| \| Nepalí \| \| \| \| \| \| Hindi \| \| \| \| |
|  |                                                  |
|  | Nepalí                                           |
|  |                                                  |
|  | Hindi                                            |
|  |                                                  |

|  | Nepalí |
|  |        |
|  | Hindi  |
|  |        |

|  | Gujarati |
|  |          |
|  | Marathi  |
|  |          |

|  | Gojri  |
|  |        |
|  | Sindhi |
|  |        |

|  | Bengalí                                          |
|  |                                                  |
|  | \| \| Nepalí \| \| \| \| \| \| Hindi \| \| \| \| |
|  |                                                  |
|  | Nepalí                                           |
|  |                                                  |
|  | Hindi                                            |
|  |                                                  |

|  | Nepalí |
|  |        |
|  | Hindi  |
|  |        |

|  | Gojri  |
|  |        |
|  | Sindhi |
|  |        |

|  | Bengalí                                          |
|  |                                                  |
|  | \| \| Nepalí \| \| \| \| \| \| Hindi \| \| \| \| |
|  |                                                  |
|  | Nepalí                                           |
|  |                                                  |
|  | Hindi                                            |
|  |                                                  |

|  | Nepalí |
|  |        |
|  | Hindi  |
|  |        |

|  | Gujarati |
|  |          |
|  | Marathi  |
|  |          |

|  | Gojri  |
|  |        |
|  | Sindhi |
|  |        |

|  | Bengalí                                          |
|  |                                                  |
|  | \| \| Nepalí \| \| \| \| \| \| Hindi \| \| \| \| |
|  |                                                  |
|  | Nepalí                                           |
|  |                                                  |
|  | Hindi                                            |
|  |                                                  |

|  | Nepalí |
|  |        |
|  | Hindi  |
|  |        |

|  | Gojri  |
|  |        |
|  | Sindhi |
|  |        |

|  | Bengalí                                          |
|  |                                                  |
|  | \| \| Nepalí \| \| \| \| \| \| Hindi \| \| \| \| |
|  |                                                  |
|  | Nepalí                                           |
|  |                                                  |
|  | Hindi                                            |
|  |                                                  |

|  | Nepalí |
|  |        |
|  | Hindi  |
|  |        |

|  | Gujarati |
|  |          |
|  | Marathi  |
|  |          |

|  | Gojri  |
|  |        |
|  | Sindhi |
|  |        |

|  | Bengalí                                          |
|  |                                                  |
|  | \| \| Nepalí \| \| \| \| \| \| Hindi \| \| \| \| |
|  |                                                  |
|  | Nepalí                                           |
|  |                                                  |
|  | Hindi                                            |
|  |                                                  |

|  | Nepalí |
|  |        |
|  | Hindi  |
|  |        |

|  | Gojri  |
|  |        |
|  | Sindhi |
|  |        |

|  | Bengalí                                          |
|  |                                                  |
|  | \| \| Nepalí \| \| \| \| \| \| Hindi \| \| \| \| |
|  |                                                  |
|  | Nepalí                                           |
|  |                                                  |
|  | Hindi                                            |
|  |                                                  |

|  | Nepalí |
|  |        |
|  | Hindi  |
|  |        |

|  | Gujarati |
|  |          |
|  | Marathi  |
|  |          |

|  | Gojri  |
|  |        |
|  | Sindhi |
|  |        |

|  | Bengalí                                          |
|  |                                                  |
|  | \| \| Nepalí \| \| \| \| \| \| Hindi \| \| \| \| |
|  |                                                  |
|  | Nepalí                                           |
|  |                                                  |
|  | Hindi                                            |
|  |                                                  |

|  | Nepalí |
|  |        |
|  | Hindi  |
|  |        |

|  | Gojri  |
|  |        |
|  | Sindhi |
|  |        |

|  | Bengalí                                          |
|  |                                                  |
|  | \| \| Nepalí \| \| \| \| \| \| Hindi \| \| \| \| |
|  |                                                  |
|  | Nepalí                                           |
|  |                                                  |
|  | Hindi                                            |
|  |                                                  |

|  | Nepalí |
|  |        |
|  | Hindi  |
|  |        |

|  | Gujarati |
|  |          |
|  | Marathi  |
|  |          |

|  | Gojri  |
|  |        |
|  | Sindhi |
|  |        |

|  | Bengalí                                          |
|  |                                                  |
|  | \| \| Nepalí \| \| \| \| \| \| Hindi \| \| \| \| |
|  |                                                  |
|  | Nepalí                                           |
|  |                                                  |
|  | Hindi                                            |
|  |                                                  |

|  | Nepalí |
|  |        |
|  | Hindi  |
|  |        |

|  | Gojri  |
|  |        |
|  | Sindhi |
|  |        |

|  | Bengalí                                          |
|  |                                                  |
|  | \| \| Nepalí \| \| \| \| \| \| Hindi \| \| \| \| |
|  |                                                  |
|  | Nepalí                                           |
|  |                                                  |
|  | Hindi                                            |
|  |                                                  |

|  | Nepalí |
|  |        |
|  | Hindi  |
|  |        |

|  | Gujarati |
|  |          |
|  | Marathi  |
|  |          |

|  | Gojri  |
|  |        |
|  | Sindhi |
|  |        |

|  | Bengalí                                          |
|  |                                                  |
|  | \| \| Nepalí \| \| \| \| \| \| Hindi \| \| \| \| |
|  |                                                  |
|  | Nepalí                                           |
|  |                                                  |
|  | Hindi                                            |
|  |                                                  |

|  | Nepalí |
|  |        |
|  | Hindi  |
|  |        |

|  | Gojri  |
|  |        |
|  | Sindhi |
|  |        |

|  | Bengalí                                          |
|  |                                                  |
|  | \| \| Nepalí \| \| \| \| \| \| Hindi \| \| \| \| |
|  |                                                  |
|  | Nepalí                                           |
|  |                                                  |
|  | Hindi                                            |
|  |                                                  |

|  | Nepalí |
|  |        |
|  | Hindi  |
|  |        |

|  | Gujarati |
|  |          |
|  | Marathi  |
|  |          |

|  | Gojri  |
|  |        |
|  | Sindhi |
|  |        |

|  | Bengalí                                          |
|  |                                                  |
|  | \| \| Nepalí \| \| \| \| \| \| Hindi \| \| \| \| |
|  |                                                  |
|  | Nepalí                                           |
|  |                                                  |
|  | Hindi                                            |
|  |                                                  |

|  | Nepalí |
|  |        |
|  | Hindi  |
|  |        |

|  | Gojri  |
|  |        |
|  | Sindhi |
|  |        |

|  | Bengalí                                          |
|  |                                                  |
|  | \| \| Nepalí \| \| \| \| \| \| Hindi \| \| \| \| |
|  |                                                  |
|  | Nepalí                                           |
|  |                                                  |
|  | Hindi                                            |
|  |                                                  |

|  | Nepalí |
|  |        |
|  | Hindi  |
|  |        |

|  | Gujarati |
|  |          |
|  | Marathi  |
|  |          |

|  | Gojri  |
|  |        |
|  | Sindhi |
|  |        |

|  | Bengalí                                          |
|  |                                                  |
|  | \| \| Nepalí \| \| \| \| \| \| Hindi \| \| \| \| |
|  |                                                  |
|  | Nepalí                                           |
|  |                                                  |
|  | Hindi                                            |
|  |                                                  |

|  | Nepalí |
|  |        |
|  | Hindi  |
|  |        |

|  | Gojri  |
|  |        |
|  | Sindhi |
|  |        |

|  | Bengalí                                          |
|  |                                                  |
|  | \| \| Nepalí \| \| \| \| \| \| Hindi \| \| \| \| |
|  |                                                  |
|  | Nepalí                                           |
|  |                                                  |
|  | Hindi                                            |
|  |                                                  |

|  | Nepalí |
|  |        |
|  | Hindi  |
|  |        |

|  | Gujarati |
|  |          |
|  | Marathi  |
|  |          |

|  | Gojri  |
|  |        |
|  | Sindhi |
|  |        |

|  | Bengalí                                          |
|  |                                                  |
|  | \| \| Nepalí \| \| \| \| \| \| Hindi \| \| \| \| |
|  |                                                  |
|  | Nepalí                                           |
|  |                                                  |
|  | Hindi                                            |
|  |                                                  |

|  | Nepalí |
|  |        |
|  | Hindi  |
|  |        |

|  | Gojri  |
|  |        |
|  | Sindhi |
|  |        |

|  | Bengalí                                          |
|  |                                                  |
|  | \| \| Nepalí \| \| \| \| \| \| Hindi \| \| \| \| |
|  |                                                  |
|  | Nepalí                                           |
|  |                                                  |
|  | Hindi                                            |
|  |                                                  |

|  | Nepalí |
|  |        |
|  | Hindi  |
|  |        |

|  | Gujarati |
|  |          |
|  | Marathi  |
|  |          |

|  | Gojri  |
|  |        |
|  | Sindhi |
|  |        |

|  | Bengalí                                          |
|  |                                                  |
|  | \| \| Nepalí \| \| \| \| \| \| Hindi \| \| \| \| |
|  |                                                  |
|  | Nepalí                                           |
|  |                                                  |
|  | Hindi                                            |
|  |                                                  |

|  | Nepalí |
|  |        |
|  | Hindi  |
|  |        |

|  | Gojri  |
|  |        |
|  | Sindhi |
|  |        |

|  | Bengalí                                          |
|  |                                                  |
|  | \| \| Nepalí \| \| \| \| \| \| Hindi \| \| \| \| |
|  |                                                  |
|  | Nepalí                                           |
|  |                                                  |
|  | Hindi                                            |
|  |                                                  |

|  | Nepalí |
|  |        |
|  | Hindi  |
|  |        |

|  | Gujarati |
|  |          |
|  | Marathi  |
|  |          |

|  | Gojri  |
|  |        |
|  | Sindhi |
|  |        |

|  | Bengalí                                          |
|  |                                                  |
|  | \| \| Nepalí \| \| \| \| \| \| Hindi \| \| \| \| |
|  |                                                  |
|  | Nepalí                                           |
|  |                                                  |
|  | Hindi                                            |
|  |                                                  |

|  | Nepalí |
|  |        |
|  | Hindi  |
|  |        |

|  | Gojri  |
|  |        |
|  | Sindhi |
|  |        |

|  | Bengalí                                          |
|  |                                                  |
|  | \| \| Nepalí \| \| \| \| \| \| Hindi \| \| \| \| |
|  |                                                  |
|  | Nepalí                                           |
|  |                                                  |
|  | Hindi                                            |
|  |                                                  |

|  | Nepalí |
|  |        |
|  | Hindi  |
|  |        |

|  | Gujarati |
|  |          |
|  | Marathi  |
|  |          |

|  | Gojri  |
|  |        |
|  | Sindhi |
|  |        |

|  | Bengalí                                          |
|  |                                                  |
|  | \| \| Nepalí \| \| \| \| \| \| Hindi \| \| \| \| |
|  |                                                  |
|  | Nepalí                                           |
|  |                                                  |
|  | Hindi                                            |
|  |                                                  |

|  | Nepalí |
|  |        |
|  | Hindi  |
|  |        |

|  | Gojri  |
|  |        |
|  | Sindhi |
|  |        |

|  | Bengalí                                          |
|  |                                                  |
|  | \| \| Nepalí \| \| \| \| \| \| Hindi \| \| \| \| |
|  |                                                  |
|  | Nepalí                                           |
|  |                                                  |
|  | Hindi                                            |
|  |                                                  |

|  | Nepalí |
|  |        |
|  | Hindi  |
|  |        |

|  | Gujarati |
|  |          |
|  | Marathi  |
|  |          |

|  | Gojri  |
|  |        |
|  | Sindhi |
|  |        |

|  | Bengalí                                          |
|  |                                                  |
|  | \| \| Nepalí \| \| \| \| \| \| Hindi \| \| \| \| |
|  |                                                  |
|  | Nepalí                                           |
|  |                                                  |
|  | Hindi                                            |
|  |                                                  |

|  | Nepalí |
|  |        |
|  | Hindi  |
|  |        |

|  | Gojri  |
|  |        |
|  | Sindhi |
|  |        |

|  | Bengalí                                          |
|  |                                                  |
|  | \| \| Nepalí \| \| \| \| \| \| Hindi \| \| \| \| |
|  |                                                  |
|  | Nepalí                                           |
|  |                                                  |
|  | Hindi                                            |
|  |                                                  |

|  | Nepalí |
|  |        |
|  | Hindi  |
|  |        |

|  | Gujarati |
|  |          |
|  | Marathi  |
|  |          |

|  | Gojri  |
|  |        |
|  | Sindhi |
|  |        |

|  | Bengalí                                          |
|  |                                                  |
|  | \| \| Nepalí \| \| \| \| \| \| Hindi \| \| \| \| |
|  |                                                  |
|  | Nepalí                                           |
|  |                                                  |
|  | Hindi                                            |
|  |                                                  |

|  | Nepalí |
|  |        |
|  | Hindi  |
|  |        |

|  | Gojri  |
|  |        |
|  | Sindhi |
|  |        |

|  | Bengalí                                          |
|  |                                                  |
|  | \| \| Nepalí \| \| \| \| \| \| Hindi \| \| \| \| |
|  |                                                  |
|  | Nepalí                                           |
|  |                                                  |
|  | Hindi                                            |
|  |                                                  |

|  | Nepalí |
|  |        |
|  | Hindi  |
|  |        |

|  | Gujarati |
|  |          |
|  | Marathi  |
|  |          |

|  | Gojri  |
|  |        |
|  | Sindhi |
|  |        |

|  | Bengalí                                          |
|  |                                                  |
|  | \| \| Nepalí \| \| \| \| \| \| Hindi \| \| \| \| |
|  |                                                  |
|  | Nepalí                                           |
|  |                                                  |
|  | Hindi                                            |
|  |                                                  |

|  | Nepalí |
|  |        |
|  | Hindi  |
|  |        |

|  | Gojri  |
|  |        |
|  | Sindhi |
|  |        |

|  | Bengalí                                          |
|  |                                                  |
|  | \| \| Nepalí \| \| \| \| \| \| Hindi \| \| \| \| |
|  |                                                  |
|  | Nepalí                                           |
|  |                                                  |
|  | Hindi                                            |
|  |                                                  |

|  | Nepalí |
|  |        |
|  | Hindi  |
|  |        |

|  | Gujarati |
|  |          |
|  | Marathi  |
|  |          |

|  | Gojri  |
|  |        |
|  | Sindhi |
|  |        |

|  | Bengalí                                          |
|  |                                                  |
|  | \| \| Nepalí \| \| \| \| \| \| Hindi \| \| \| \| |
|  |                                                  |
|  | Nepalí                                           |
|  |                                                  |
|  | Hindi                                            |
|  |                                                  |

|  | Nepalí |
|  |        |
|  | Hindi  |
|  |        |

|  | Gojri  |
|  |        |
|  | Sindhi |
|  |        |

|  | Bengalí                                          |
|  |                                                  |
|  | \| \| Nepalí \| \| \| \| \| \| Hindi \| \| \| \| |
|  |                                                  |
|  | Nepalí                                           |
|  |                                                  |
|  | Hindi                                            |
|  |                                                  |

|  | Nepalí |
|  |        |
|  | Hindi  |
|  |        |

### Lenguas de la familia
Lenguas antiguas:
- Idioma sánscrito/prácrito

Principales lenguas modernas:
| Lengua                   | Hablantes           | Región                           | País                      |
| ------------------------ | ------------------- | -------------------------------- | ------------------------- |
| Hindí-urdú (indostánico) | 490 millones (2006) |                                  | India Pakistán Afganistán |
| Bengalí                  | 230 mill.           | Bengala occidental ___           | India Bangladés           |
| Panyabí                  | 88 mill. (2005)     |                                  | Pakistán India            |
| Rayastaní                | 80 mill.            | Rayastán                         | India                     |
| Maratí                   | 68,1 mill.          | Maharastra                       | India                     |
| Guyaratí                 | 46,5 mill.          | Guyarat                          | India                     |
| Oriya                    | 31,7 mill.          | Orissa                           | India                     |
| Sindhi                   | 21,4 mill.          | Sindh                            | Pakistán                  |
| Asamés                   | 16,8 mill.          | Assam                            | India Bangladés Bután     |
| Cingalés                 | 15,6 mill.          | ___                              | Sri Lanka                 |
| Nepalí                   | 13,9 mill.          | ___                              | Nepal                     |
| Bhili                    | 6,0 mill.           | Rayastán                         | India                     |
| Cachemiro                | 4 mill.             | Jammu y Cachemira Cachemira Azad | India Pakistán            |
| Romaní                   | 2,5-4 mill.         | ___                              | Europa                    |
| Maldivo                  | 0,37 mill. (2007)   | ___                              | Maldivas                  |

## Descripción lingüística
Las lenguas indoarias retienen un buen número de arcaísmos del protoindoeuropeo, como el género gramatical, el caso, la voz pasiva sintética, etc. Aunque algunas de las lenguas han perdido gran cantidad de rasgos del indoeuropeo más antiguos, y algunas han desarrollados rasgos aparentemente ajenos al indoeuropeo tardío como son la aparición de construcciones ergativas e incluso el desarrollo de tonos.

### Fonología
El sistema fonológico tiene la pecularidad de distinguir entre cuatro tipos de oclusivas: sordas simples, sonoras simples, sordas aspiradas y sonoras aspiradas. Además tienen consonantes retroflejas o cacuminales. Usualmente las retroflejas se transcriben como < ṭ, ḍ, ṭh, ḍh, ṇ, ṣ > (el punto en las transcripciones < ṛ, ḷ > se refiere generalmente a que son líquidas silábicas, no necesariamente retroflejas).
Otro rasgo destacado es la existencia de oposición entre oclusivas aspiradas y no aspiradas. Incluso la aparición en muchas lenguas indoarias de "aspiradas sonoras".

### Gramática
Las lenguas indoarias tienen orden sintáctico básico SOV y tienen postposiciones. Estas lenguas conservan parte de la flexión nominal del sánscrito antiguo, aunque en número menor: el hindí-urdú distingue tres casos (directivo, oblicuo y vocativo) y el bengalí distingue cuatro casos (nominativo o directivo, objetivo u oblicuo, genitivo, locativo-instrumental).

### Comparación léxica
La siguiente muestra una lista de cognados en diferentes lenguas indoarias:
| GLOSA       | Sánscrito      | Romaní | Septentrional | Septentrional | Septentrional | Central  | Central | Central | Oriental | Oriental | Oriental | Meridional | Meridional |
| GLOSA       | Sánscrito      | Romaní | Cachemir      | Sindhi        | Panyabí       | Guyaratí | Hindi   | Nepalí  | Asamés   | Bengalí  | Oriya    | Marathi    | Cingalés   |
| ----------- | -------------- | ------ | ------------- | ------------- | ------------- | -------- | ------- | ------- | -------- | -------- | -------- | ---------- | ---------- |
| 'preguntar' | PṚCCH-         | phuč-  | pruʦʰ-        | puch-         | pucch-        | pūch-    | puch-   | puch-   | pus-     | puch-    | puch-    | pus-       | aha fuh-a  |
| 'venir'     | ÁP(AYA)- AĪ-   | av-    | yu-           | ac-           | āu-           | āv-      | ā-      | āu-     | āh-      | ā-       | ās-      | yē-        | ē-         |
| 'morir'     | MÁR-b MRI(YÁ)- | mer-   | mar-          | mar-          | mar-          | mar-     | mar-    | mar-    | mar-     | mar-     | mar-     | mar-       | mär-/mi-   |
| 'hacer'     | KAR-           | ker-   | kar-          | kar-          | kar-          | kar-     | kar-    | gar-    | kɔr-     | kɔr-     | kɔr-     | kar-       | kara-      |
| 'beber'     | PÍB-           | pi-    | co-           | pi-           | pī-           | pī-      | pī-     | piu-    | pi-      | pi-      | pi-      | pi-        | bī-        |
| 'comer'     | KHĀD-          | xa-    | khyo-         | khā-          | khā-          | khā-     | khā-    | khā-    | khā-     | khā-     | khā-     | khā-       | ka-        |
| 'dar'       | DĀ-            | de-    | dyu-          | ḍḍi-          | de-           | āp-/de-  | de-     | di-     | di-      | dē-      | dē-      | dē-        | de-        |
| 'ir'        | YĀ-            | ǰa-    | yu-/gaʦʰ-     | vān-          | jā-           | jā-      | jā-     | jā-     | zā-      | jā-      | j-       | ʣā-        | ya-        |
| 'oír'       | ŚRU- ŚṚN-      | sun-   | buz-          | suṇ-          | suṇ-          | sābhaḷ-  | sun-    | sun-    | xun-     | šon-     | suṇ-     | aik-       | ähe-       |
| 'ver'       | DṚKṢ-          | dikh-  | ḍes-          | ḍḍis-         | vēkh-         | dēkh-    | dēkh-   | dēkh-   | dēkh-    | dækh-    | dēkh-    | dēkh-      | daki-      |
aForma del maldivo.
bForma del védico.
Los numerales reconstruidos para diferentes grupos putativos indoarios son:
| GLOSA | Septentrional  | Septentrional     | Central       | Central           | Central          | PROTO-IA ORIENTAL | Meridional- Insular | Meridional- Insular | Sánscrito | PROTO- INDOARIO |
| GLOSA | PROTO- DÁRDICO | PROTO-IA NOR.OCC. | PROTO- ROMANÍ | PROTO-IA CEN.OCC. | PROTO-IA CEN.OR. | PROTO-IA ORIENTAL | PROTO-IA MERIDIONAL | PROTO-IA INSULAR    | Sánscrito | PROTO- INDOARIO |
| ----- | -------------- | ----------------- | ------------- | ----------------- | ---------------- | ----------------- | ------------------- | ------------------- | --------- | --------------- |
| '1'   | *ek            | *eka              | *yek          | *ek               | *ek              | *ek               | *eka                | *eka                | EKAḤ      | *eka-           |
| '2'   | *duː           | *ɗua              | *dui          | *d̪ʊini            | *do / *duī       | *dui              | *don-               | *deka               | DVAU      | *dvau/ *duī     |
| '3'   | *tray          | *træ              | *trin         | *trini            | *tīn             | *tini             | *tina               | *tina               | TRYAḤ     | *trya-          |
| '4'   | *cawr          | *cār              | *štar         | *cyār             | *cār             | *cāri             | *car                | *hatara             | CATVĀRAḤ  | *ćatvar-        |
| '5'   | *panc          | *panc             | *panč         | *panc             | *pā̃c             | *panc             | *panc               | *paha               | PAÑCA     | *panća          |
| '6'   | *ṣo-           | *cʰai-            | *šov          | *cʰaw             | *cʰa             | *cʰaw             | *sah-               | *haya-              | ṢAṢ       | *ṣaṣ / *ćʰaw-   |
| '7'   | *sāt-          | *sat              |               | *sāt              | *sāt             | *sāt              | *sat                | *hata               | SAPTA     | *sapta          |
| '8'   | *aṣṭ-          | *aṭ               |               | *āṭʰ              | *āṭʰ             | *āṭ               | *āṭ                 | *aṣṭa               | AṢṬA      | *aṣṭa           |
| '9'   | *naw           | *nav-             |               | *naw              | *naw             | *naw              | *nav-               | *navaya             | NAVA      | *nava           |
| '10'  | *daś           | *das              | *deš          | *das              | *d̪as             | *das              | *daha/das           | *dahaya             | DAŚA      | *daśa           |